# Dècima (mitologia)
Dècima (en llatí: Decima o Decuma) va ser, segons la mitologia romana, la segona de les tres Parques. La primera era Nona i la tercera era Morta. Dècima, determinava el futur de les persones, i decidia com seria de llarg el fil de la vida de cadascú. També representava el matrimoni, perquè era un fet que passava entre la vida i la mort.
A la mitologia grega, Dècima es corresponia amb Làquesis, ja que les Parques s'assimilaven a les Moires.